# London-Schenke (Hannover)

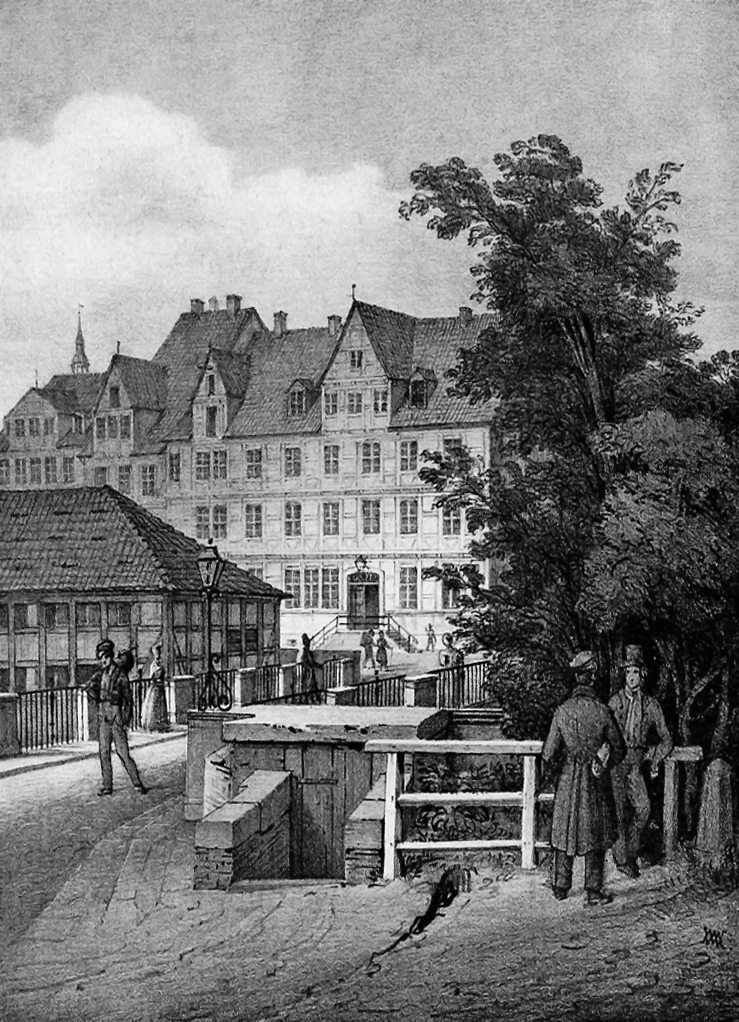
Die ehemalige London-Schenke (Bildmitte) als Armenhaus Hannovers
Lithographie von Rudolf Wiegmann, 1835

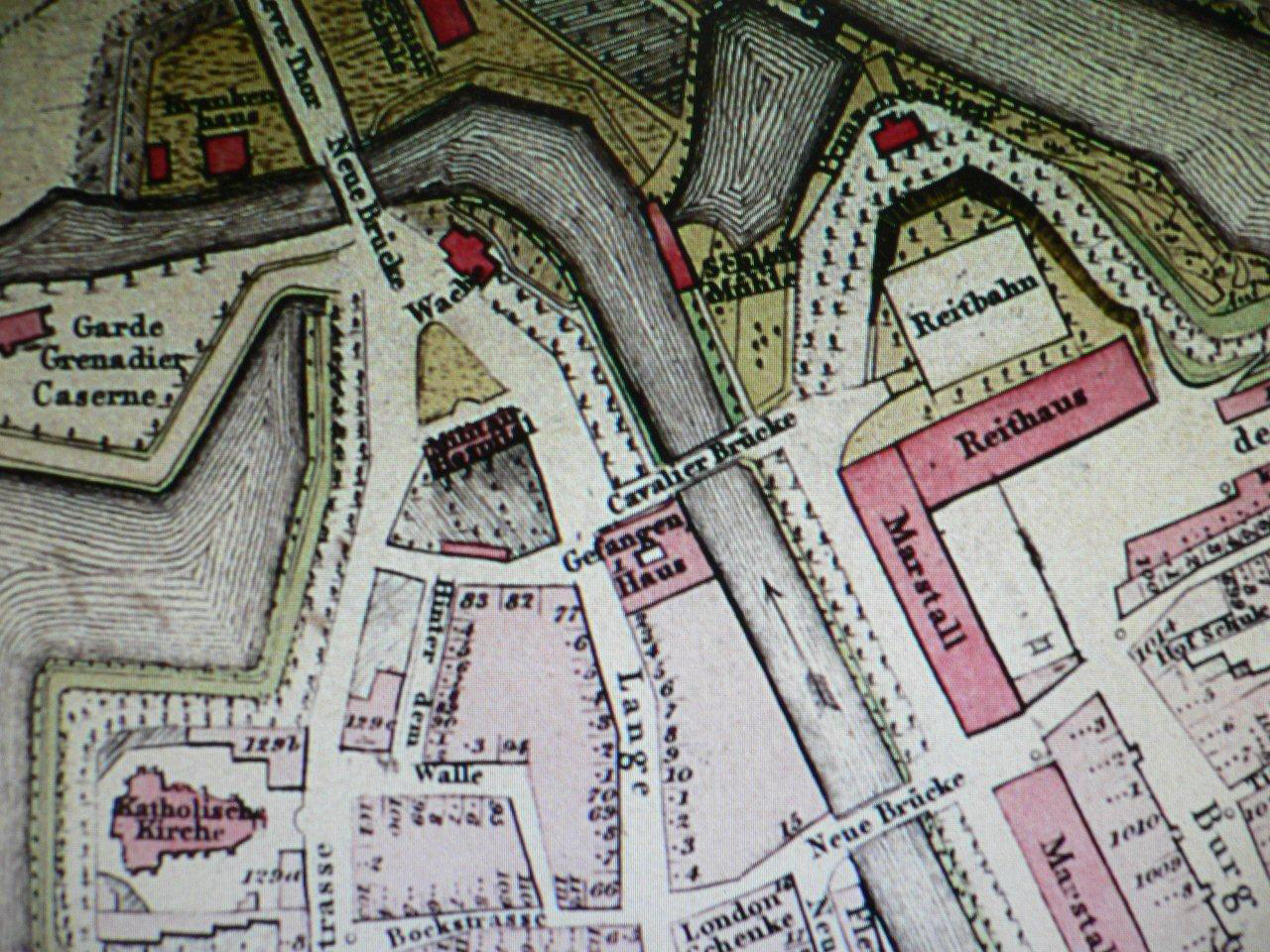
London-Schenke (Bildrand unten rechts) auf dem Stadtplan Hannover von 1822

Die London-Schenke war ein 1682 in der Calenberger Neustadt (heute Stadtteil von Hannover) errichtetes Gast- und Konzerthaus, das später als Armenhaus diente und durch die Luftangriffe auf Hannover im Zweiten Weltkrieg zerstört wurde. Der Standort des Gebäudes wurde durch die 1951 angelegte Straße Leibnizufer überbaut.

## Geschichte

### Gasthaus
1682 ließ der Gastwirt Müller seine Neue Schenke in Fachwerkbauweise an der Ecke Neue Straße 21/Ecke Bockstraße gegenüber der Marstallbrücke errichten.
Nachdem Georg Ludwig, Kurfürst von Hannover, 1714 als König Georg I. von Großbritannien und Irland den englischen Thron bestiegen hatte, erhielt die Neue Schenke den neuen Namen „Im Schilde von London“, abgekürzt „London-Schenke“. 1727 und 1760/61 wurde das Gasthaus durch Ankauf benachbarter Häuser erweitert.
1742 verstarb in der London-Schenke der Schatzrat Gebhard Werner von Bartensleben (* 17. Februar 1675) als letzter seines Geschlechts im Mannesstamme. Damit fiel sein Lehen über den Ort Vorsfelde und den Vorsfelder Werder an das Herzogtum Braunschweig-Wolfenbüttel heim. Er war nach Hannover gegangen, um sich wegen seines schlechten Gesundheitszustandes durch Ärzte kurieren zu lassen.
1776 fand hier die deutsche Uraufführung von Georg Friedrich Händels Oratorium Samson statt, 1778 wurde hier Händels Ode Das Alexander-Fest dargeboten.
Um 1778 auch scheiterte der Versuch eines Ankaufs der Gebäude durch die Stadt Hannover an den zu hohen Forderungen durch den Magistrat der seinerzeit selbständigen Stadt Calenberger Neustadt; Hannover plante die Neueinrichtung für die Justizkanzlei und das Konsistorium (heute: Evangelisch-lutherische Landeskirche Hannovers mit Sitz in Hannover).
1808 schrieb hier der frühere Koch, dann Besitzer der London-Schenke, A. F. Durant, ein
- Neues auf langjährige Erfahrung gegründetes und nach dem neuesten Geschmack in der Kochkunst eingerichtetes Kochbuch, nebst einer Anweisung, die vorzüglichsten Sorten Backwerk, Kuchen, Torten u.s.w. zu machen. Mit hinlänglichen Küchenzetteln zu Mittags- und Abendtafeln auf alle Monate und Jahreszeiten.[8]

Am 3. August 1809 nahm der „Schwarze Herzog“, Friedrich Wilhelm (Braunschweig-Lüneburg-Oels) in der Herberge Quartier, als er während der Befreiungskriege gegen Napoléon Bonaparte nach dem Gefecht bei Ölper Richtung England floh.

### Armen- und Waisenhaus
Im Jahr der Eingemeindung der Calenberger Neustadt nach Hannover 1824 kaufte die Stadt Hannover die Gebäude, um dort im Zuge einer neuen Stadtverfassung und die unter dem Stadtdirektor Wilhelm Rumann erlassene neue Armenordnung ein neues Armenhaus einzurichten. Die Armen fanden hier nun ein neues Domizil anstelle der zuvor schon 1643 von Johann Duve an anderer Stelle errichteten und gestifteten Armeneinrichtung namens „Herberge des Herrn“ zum Weben und Spinnen.
Laut dem Hannoverscher Staatskalender auf das Jahr 1846 war der königlich hannoversche Hof-Medicus Georg Friedrich Mühry zugleich Arzt „des Waisen- und Gefangenhauses“.